# 北海道函館水産高等学校
北海道函館水産高等学校（ほっかいどうはこだてすいさんこうとうがっこう、Hokkaido Hakodate Fisheries High School）は、北海道北斗市にある公立（道立）の水産高等学校。略称は「函水」（かんすい）。

## 概要
歴史
1935年（昭和10年）に旧・函館商船学校の施設・設備を継承する形で「北海道庁立函館水産学校」として創立。1948年（昭和23年）の学制改革で函館水産高等学校となった。2010年（平成22年）に創立75周年を迎えた。
設置課程・学科
全日制課程 4学科
- 海洋技術科 - 1級小型船舶操縦士免許取得のための学習を行う。

- 海技コース - 大型船での長期乗船実習を行う。
- 生産コース - 栽培漁業・養殖に関する知識・技術を学ぶ。

- 水産食品科 - 水産製造の加工・貯蔵・流通に関する科学的知識と技術を学習する。
- 品質管理流通科 - 食品分析・品質管理・衛生管理・冷凍冷蔵管理、流通など食品の安全性について総合的に学ぶ。
- 機関工学科 - 船用機関と水産関連機械に関する知識と技術を学ぶ。
- 専攻科
- 専攻科機関科

モットー
1. 堅忍不抜の気魄

(意志が堅く、辛いことでもじっと耐え忍んで心を動かさない強い精神力）
1. 進取力行の態度

(従来の習慣にこだわらず、力の限り進んで新しいことをしようとする態度）
1. 礼譲親和の気風

(礼を尽くして謙虚な態度で互いに親しみ心を合わせる気質）
1. 勤労愛好の精神

(与えられた仕事や、やらなければならない仕事を率先してやり遂げる気持ち）
校章
校名の略称「函水」の文字（縦書き）
校歌
作詞は相馬御風、作曲は信時潔による。歌詞は3番まである。
部活動
ボート部
野球部
サッカー部
卓球部
陸上競技部
相撲部
バドミントン部
バレー部
ヨット部
柔道部
ソフトテニス部
放送局
新聞部
写真部
模型工作部
水産クラブ（水産同好会、ボランティア部、函水CPR局が統合）
イラスト同好会
花と暮らしを楽しむ同好会

## 沿革

### 年表
前史（商船学校時代）
- 1879年（明治12年） - 私立学校として創立。
- 1883年（明治16年） - 函館県に移管され、「函館県立函館商船学校」と改称。
- 1886年（明治19年） - 北海道庁に移管され、「北海道庁立函館商船学校」と改称。
- 1888年（明治21年） - 逓信省の所管となり官立（国立）「函館商船学校」と改称。
- 1890年（明治23年） - 「東京商船学校[1]函館分校」となる。
- 1901年（明治34年） - 「北海道庁立函館商船学校」と改称。
- 1935年（昭和10年）3月31日 - 廃止される。

水産学校時代
- 1935年（昭和10年）
  - 4月1日 - 旧・函館商船学校の施設・設備を継承し、「北海道庁立函館水産学校」が設置される（北海道告示第299号）。（創立年）
  - 4月20日 - 開校式を挙行。
- 1947年（昭和22年）11月1日 - 「北海道立函館水産学校」に改称。

水産高等学校
- 1948年（昭和23年）4月1日 - 学制改革により水産学校は廃止され、新制高等学校「北海道立函館水産高等学校」が発足。漁業科・水産製造科の2学科を設置。
- 1950年（昭和25年）4月1日 - 「北海道函館水産高等学校」（現校名）と改称。
- 1951年（昭和26年）4月1日 - 水産資源科を設置。
- 1952年（昭和27年）
  - 3月31日 - 水産資源科を廃止。
  - 4月1日 - 水産経営科を新設。
- 1958年（昭和33年）4月1日 - 機関科を設置。
- 1960年（昭和35年）10月 - 寄宿舎（北鳳寮）が新築完成。
- 1964年（昭和39年）12月17日 - 新築校舎が完成し、旧校舎より移転を完了。
- 1971年（昭和46年）4月1日 - 水産経営科の募集を停止し、水産製造科を1学級増設。
- 1972年（昭和47年）10月30日 - プールが完成。
- 1973年（昭和48年）
  - 3月29日 - 船舶職員法に基づく乙種2等航海士（漁業科）、内燃機関乙種2等機関士（機関科）の第1種養成施設として運輸省から指定される。
  - 4月1日 - 北海道教育庁実習船管理局が設置され、道内の水産高校の実習船の集中管理を開始。
- 1974年（昭和49年）12月30日 - 格技場が完成。
- 1976年（昭和51年）4月1日 - 専攻科機関科を新設。
- 1980年（昭和55年）
  - 9月24日 - 沿岸漁業用実習艇「ほくほう」（総トン数4.99）が完成。
  - 12月15日 - 海水魚飼育装置を3基新設。
- 1984年（昭和59年）3月1日 - 船舶職員法の改正に基づく5級海技士（航海）、内燃機関5級海技士（機関）の第1種養成施設として運輸省から指定される。
- 1989年（平成元年）3月10日 - 水産高校共同実習船「北鳳丸」（総トン数386）が完成。
- 1996年（平成8年）6月27日 - 校舎改築工事が完了。
- 1997年（平成9年）
  - 3月10日 - 水産高校共同実習船「若竹丸」（総トン数666）が完成。
  - 4月1日 - 学科転換により漁業科・水産製造科・機関科の3学科をそれぞれ海洋技術科・水産食品科・機関工学科の3学科とし、各学科に類型を設置。
  - 9月1日
    - 海洋技術科海技コースを5級海技士（航海）、機関工学科機関コースを内燃機関5級海技士（機関）の第1種養成施設として運輸省から指定される。
    - 専攻科機関科を3級海技士（機関）第1種養成施設として運輸省から指定される。
- 1998年（平成10年）
  - 3月25日 - 屋内体育館が完成。
  - 10月17日 - 校舎が完成。
- 1999年（平成11年）
  - 3月25日 - 小型実習船「北斗」が完成し、引き渡される。屋外プールが完成。
  - 3月29日 - 船艇用の浮桟橋が完成。
- 2000年（平成12年）
  - 3月7日 - 海洋技術科海技コースと機関工学科機関コースが1級小型船舶操縦士の第1種養成施設として北海道運輸局より指定される。
  - 12月28日 - 専攻科機関科が内燃機関3級海技士（機関）の第1種養成施設として運輸省より指定される。
- 2001年（平成13年）3月9日 - 水産高校共同実習船「北鳳丸」（総トン数664）が完成。
- 2002年（平成14年）1月18日 - 海洋技術科生産コースが4級小型船操縦士の第1種養成施設として北海道運輸局より指定される。
- 2004年（平成16年）
  - 3月17日 - 防災棟が完成。
  - 3月24日 - バイオ実習棟が完成。
  - 4月1日 - 品質管理流通科を新設。
- 2006年（平成18年）
  - 3月24日 - 沿岸漁業用実習艇「ほくほう」が完成し、引き渡される。
  - 3月31日 - 小型実習船「ほくと」と「かもめ」が完成し、引き渡される。
  - 4月1日 - 海洋技術科生産コースが1級小型船舶操縦士第1種教習所として北海道運輸局より指定される。
- 2012年（平成24年）
  - 4月1日 - 教育課程研究指定学校事業「学校の教育活動全体に関する教育活動に指定
- 2017年（平成29年）
  - 3月28日 - 水産高校共同実習船「若竹丸」（総トン数692トン）が完成

### 歴代校長
函館商船学校長
（兼）中山信成：不詳 - 1891年3月20日
商船学校函館分校長
前田浄一：1897年5月28日 - 1901年12月10日
北海道庁立函館商船学校長
前田浄一：1901年12月10日 -不詳
藤井源三郎：1906年9月17日 -不詳
堀内権三郎：1911年5月15日 - 1915年7月24日
田中茂蔵：1915年12月3日 -不詳
北海道函館水産高等学校
野呂俊矢：2016年4月1日-2018年3月31日
亀山喜明：2018年4月1日-2023年3月31日
黒島裕司：2023年4月1日-現在

## 事件、事故
2015年2月17日、ハワイ・カウアイ島沖にて実習航行中の北鳳丸から同高実習生一人が行方不明。同年3月、捜索打ち切り。

## アクセス
- 道南いさりび鉄道線七重浜駅より徒歩6分